# NGC 3149
NGC 3149 est une galaxie spirale située dans la constellation du Caméléon. NGC 3149 a été découverte par l'astronome britannique John Herschel en 1835.

## Caractéristiques
Sa vitesse par rapport au fond diffus cosmologique est de 2 117 ± 8 km/s, ce qui correspond à une distance de Hubble de 31,2 ± 2,2 Mpc (∼102 millions d'al).
La classe de luminosité de NGC 3149 est II et elle présente une large raie HI.
En raison d'une brillance de surface égale à 14,05 mag/am2, on peut qualifier NGC 3149 de galaxie à faible brillance de surface (LSB en anglais pour low surface brightness). Les galaxies LSB sont des galaxies diffuses (D) avec une brillance de surface inférieure de moins d'une magnitude à celle du ciel nocturne ambiant.